# Vladislav Bobrik
Vladislav Bobrik, né le 6 janvier 1971 à Novossibirsk, est un ancien coureur cycliste russe.

## Palmarès et résultats

### Palmarès amateur
- 1988
  - 2e du Tour de Navarre
- 1989
  - Dusika Jugend Tour
- 1990
  - 3e étape du Tour de Trump
- 1991
  - Mammoth Classic :
    - Classement général
    - 1re étape

  - 3e étape de la Redlands Classic
  - 3e du Tour de la Vallée d'Aoste
  - 3e de la Redlands Classic
- 1992
  - Prologue, 1re et 6e étapes du Ruban granitier breton
  - 2e du Tour du Roussillon
  - 3e du Ruban granitier breton
  - 3e du Regio-Tour
  - 3e du Tour de Lombardie amateurs

### Palmarès professionnel
- 1993
  - 2e étape de la Semaine cycliste bergamasque
- 1994
  - 1re étape du Tour d'Aragon
  - 3e épreuve du Trofeo dello Scalatore
  - Tour de Lombardie
  - 2e des Trois vallées varésines
- 1995
  - 8eb étape de Paris-Nice (contre-la-montre)
  - Mémorial Josef Voegeli (contre-la-montre)
  - 2e de Paris-Nice
  - 2e du Critérium international
- 1997
  - Mémorial Nencini (contre-la-montre)

### Résultats dans les grands tours

#### Tour de France
2 participations
- 1994 : 62e
- 1998 : abandon (11e étape)

#### Tour d'Italie
4 participations
- 1993 : 61e
- 1995 : 28e
- 1997 : abandon (12e étape)
- 1998 : 23e

#### Tour d'Espagne
2 participations
- 1995 : non-partant (21e étape)
- 1996 : 16e